# دانیل پاول
دانیل پاول (انگلیسی: Daniel Powell؛ زادهٔ ۱۲ مارس ۱۹۹۱) بازیکن فوتبال اهل بریتانیا است.
از باشگاه‌هایی که در آن بازی کرده است می‌توان به باشگاه فوتبال فارست گرین راورز، باشگاه فوتبال میلتون کینز دونز، باشگاه فوتبال کراولی تاون، و باشگاه فوتبال دارلینگتون اشاره کرد.